# Taxeotis intermixtaria
Taxeotis intermixtaria är en fjärilsart som beskrevs av Walker 1861. Taxeotis intermixtaria ingår i släktet Taxeotis och familjen mätare. Inga underarter finns listade i Catalogue of Life.